# União das Freguesias de Caldelas, Sequeiros e Paranhos
Die União das Freguesias de Caldelas, Sequeiros e Paranhos ist eine portugiesische Gemeinde (Freguesia) im Kreis (Concelho) Amares, Distrikt Braga, im Nordwesten Portugals.

## Geschichte
Die Gemeinde entstand im Zuge der Gebietsreform vom 29. September 2013 durch die Zusammenlegung der ehemaligen Gemeinden Caldelas, Sequeiros und Paranhos.
Caldelas wurde Sitz der neuen Verwaltung.

## Demographie

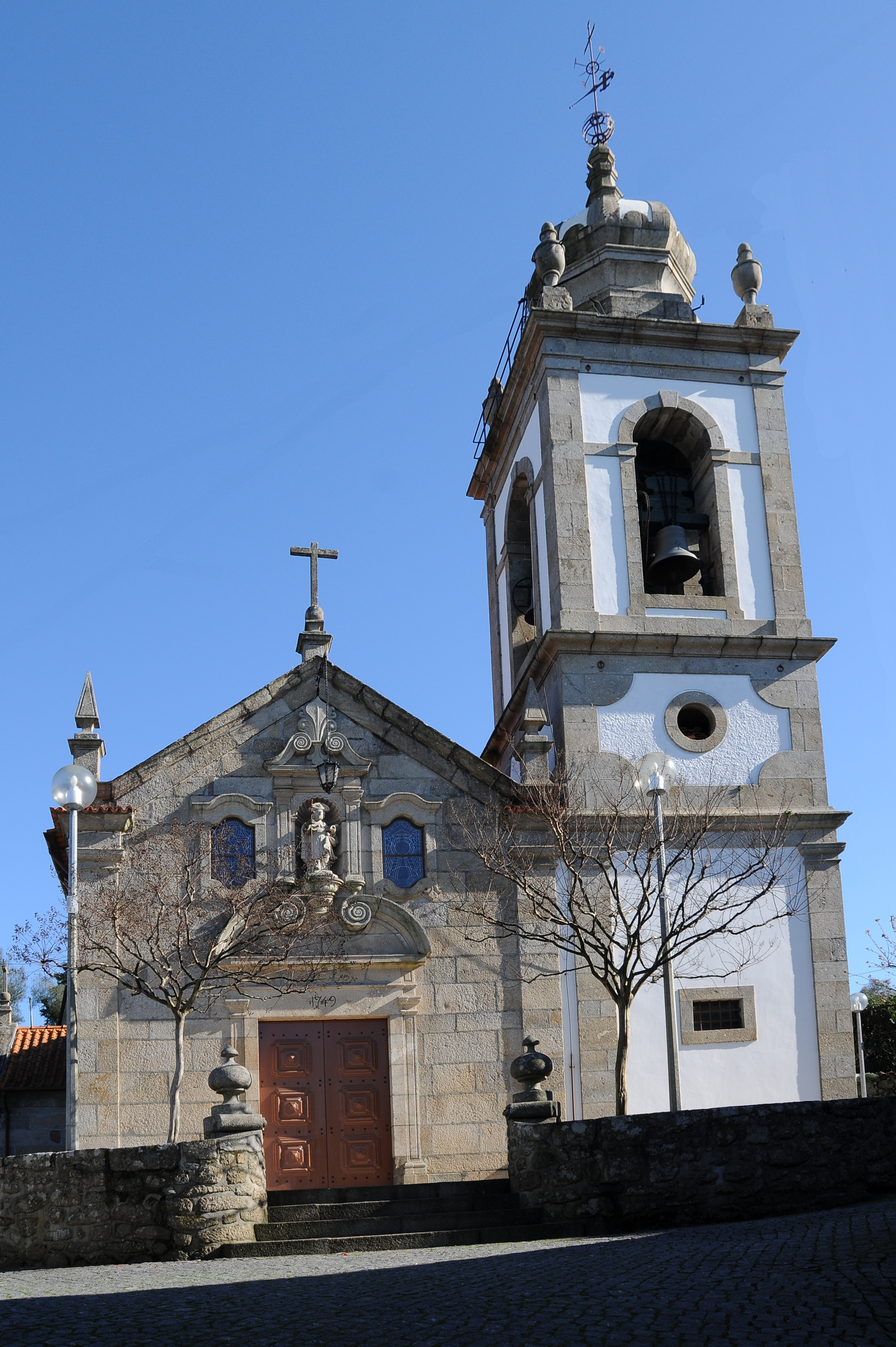
Die Kirche von Caldelas

| Freguesia | Freguesia                      | Freguesia | Freguesia       | ehemalige Freguesias | ehemalige Freguesias | ehemalige Freguesias | ehemalige Freguesias |
| --------- | ------------------------------ | --------- | --------------- | -------------------- | -------------------- | -------------------- | -------------------- |
| Wappen    | Freguesia                      | Einwohner | Fläche in (km²) | Wappen               | Freguesia            | Einwohner            | Fläche in (km²)      |
|           | Caldelas, Sequeiros e Paranhos | 1125      | 11,37           |                      | Caldelas             | 872                  | 4,13                 |
|           | Caldelas, Sequeiros e Paranhos | 1125      | 11,37           | Sequeiros            | 204                  | 3,24                 |                      |
|           | Caldelas, Sequeiros e Paranhos | 1125      | 11,37           | Paranhos             | 111                  | 4,01                 |                      |